# Varzazát repülőtér
A Varzazát repülőtér (franciául: Aéroport de Ouarzazate, arabul: مطار ورززات) (IATA: OZZ, ICAO: GMMZ) egy nemzetközi repülőtér Marokkóban, Varzázát közelében. Éves utasforgalma 69 237 fő (2022).

## Futópályák
A repülőtér futópályái:
- 12/30 (3100 m)

## Légitársaságok és úticélok
| Légitársaság            | Célállomások                  |
| ----------------------- | ----------------------------- |
| Royal Air Maroc         | Szezonális: Paris–Orly        |
| Royal Air Maroc Express | Casablanca, Marrakech, Zagora |
| Ryanair                 | Szezonális: Marseille         |
| Transavia               | Szezonális: Paris–Orly        |

## Forgalom
Az utasforgalom az elmúlt években az alábbi módon változott:
| Utasok száma | 72 876 | 85 749 | 69 497 | 90 727 | 76 951 | 59 916 | 56 828 | 64 626 | 36 056 | 69 237 |
|              | 1998   | 2000   | 2003   | 2005   | 2010   | 2012   | 2015   | 2017   | 2020   | 2022   |